# Arborea (vino)
L'Arborea è una DOC riservata ad alcuni vini la cui produzione è consentita nella provincia di Oristano.

## Zona di produzione
La zona di produzione comprende l'intero territorio dei seguenti comuni:
provincia di Oristano
- Albagiara
- Ales
- Arborea
- Assolo
- Asuni
- Baradili
- Baratili San Pietro
- Baressa
- Bauladu
- Cabras
- Gonnoscodina
- Gonnosnò
- Gonnostramatza
- Marrubiu
- Masullas
- Mogoro
- Mogorella
- Morgongiori
- Milis
- Narbolia
- Nurachi
- Nureci
- Ollastra
- Oristano
- Palmas Arborea
- Pau
- Pompu
- Riola Sardo
- Ruinas
- Villa S. Antonio
- Santa Giusta
- San Nicolò d'Arcidano
- San Vero Milis
- Senis
- Siamanna
- Siamaggiore
- Siapiccia
- Simaxis
- Simala
- Sini
- Siris
- Solarussa
- Terralba
- Tramatza
- Uras
- Usellus
- Villaurbana
- Villaverde
- Zeddiani
- Zerfaliu

.

## Disciplinare
L'"Arborea DOC" è stata istituita con DPR 11 maggio 1987 pubblicato sulla Gazzetta Ufficiale n. 277 del 26 novembre 1987.
Successivamente è stato modificato con:
- DM 30 marzo 2001 - G.U. 102 del 4 maggio 2001
- DM 30 novembre 2011 - G.U. 295 del 20 dicembre 2011 Pubblicato sul sito ufficiale del Mipaaf Sezione Qualità e Sicurezza Vini DOP e IGP
- La versione in vigore è stata approvata con DM 7 marzo 2014 Pubblicato sul sito ufficiale del Mipaaf Sezione Qualità e Sicurezza Vini DOP e IGP

## Tipologie

### Sangiovese
| uvaggio                        | Sangiovese min l'85%; possono concorrere altri vitigni a bacca rossa, non aromatica, idonei alla coltivazione in Sardegna, max 15%. |
| titolo alcolometrico minimo    | 11,00 % vol. |
| acidità totale minima          | 4,5 g/l. |
| estratto secco minimo          | 18,00 g/l |
| resa massima di uva per ettaro | 180 q. |
| resa massima di uva in vino    | 70 % |

#### Caratteri organolettici
- Aspetto: rosso rubino;
- Olfatto: intenso vinoso;
- Gusto: asciutto, ma morbido, fresco, aromatico;

### Sangiovese rosato
| uvaggio                        |             |
| titolo alcolometrico minimo    | xx,xx% vol. |
| acidità totale minima          | xx g/l.     |
| estratto secco minimo          | xx,00 g/l   |
| resa massima di uva per ettaro | xxx q.      |
| resa massima di uva in vino    | xx %        |

### Trebbiano
| uvaggio                        |             |
| titolo alcolometrico minimo    | xx,xx% vol. |
| acidità totale minima          | xx g/l.     |
| estratto secco minimo          | xx,00 g/l   |
| resa massima di uva per ettaro | xxx q.      |
| resa massima di uva in vino    | xx %        |

### Trebbiano frizzante
| uvaggio                        |             |
| titolo alcolometrico minimo    | xx,xx% vol. |
| acidità totale minima          | xx g/l.     |
| estratto secco minimo          | xx,00 g/l   |
| resa massima di uva per ettaro | xxx q.      |
| resa massima di uva in vino    | xx %        |